# 李成梁
李 成梁（り せいりょう、1526年 - 1615年）は、明代の軍人。字は汝契、号は引城。遼東総兵として遼東一帯を統括し、女真族の鎮撫に当たった。

## 生涯
朝鮮から移民した李英の子孫である。李成梁の出自（世家）を「李成梁為朝鮮族後裔。朝鮮先祖可査四代」と公式見解を示している。遼東鉄嶺衛の指揮僉事の職を代々世襲していたが、隆慶4年（1570年）に遼東総兵となり、当時侵入の激しかった女真族に対する防御に当たることとなった。
李成梁は軍備を拡充しつつ、建州女直・海西女直などに分かれていた女真族が明との交易権を巡って争っていることに付け込み、内部分裂を図ることにより、遼東の安定に多大な功績を上げた。この時期、李成梁の後援を得て勢力拡大に成功したのが、後の清の太祖ヌルハチである。
長年にわたって遼東を統括し、地方の実力者として私兵を養い割拠した李成梁は、一方で軍費の流用などの汚職や専断が多く、万暦19年（1591年）に弾劾されて失職、治安情勢の悪化により一旦は復職したものの、万暦36年（1608年）に再度罷免された。
息子に万暦朝鮮の役（文禄・慶長の役）で日本軍と戦った李如松、サルフの戦いに参加した李如柏らがいる。

## 系譜
- 弟：李成材
- 子：李如松・李如柏・李如楨・李如樟・李如梅・李如梓・李如梧・李如桂・李如楠

（『明史』李如松伝による）